# Mysateles meridionalis
Espèce
Statut de conservation UICN

 CR A2de; C2a(ii) : 
En danger critique
Mysateles meridionalis est une espèce de Rongeurs de la famille des Capromyidés qui comprend des hutias. endémique de Cuba, c'est un animal qui est en danger critique d'extinction.
L'espèce a été décrite pour la première fois en 1986 par le zoologiste cubain Luis S. Varona.